# Ilocano
L'ilocano és una llengua del grup de llengües malaiopolinèsies occidentals dins de la família austronèsia, pròpia del poble ilokà, també conegut com a iloko. És la tercera llengua en nombre de parlants de les Filipines, per darrere del cebuà i del tagal, i amb un nombre de parlants molt semblant al pangasí.
Actualment té 7.050.000 parlants (2002), i és parlada a les Filipines (6.960.000), sobretot al nord de l'illa de Luzon, i també a les províncies de La Union, Ilocos Sud, Ilocos Nord i Abra. És parlada també àmpliament a la província de Pangasina, excepte a la regió central, on el pangasí manté la seva preponderància. També hi ha un nombre considerable de parlants als Estats Units (50.000).
Fou una llengua utilitzada pels missioners espanyols, i cap al canvi del segle xix al xx per l'exèrcit dels Estats Units d'Amèrica quan el país esdevingué colònia. En aquelles dates el poble ilokà tenia molta influència dins el conjunt de pobles de les Filipines, i la llengua va atreure l'atenció de molt lingüistes, entre els quals va destacar Leonard Bloomfield, que li dedicà diferents estudis. La seva literatura oral va ser recollida per diferents estudiosos en la matèria i antropòlegs.

## Característiques lingüístiques
Entre les característiques lingüístiques destaquen:
- Presenta cinc vocals i una desena de consonants, conformant un sistema fonètic molt elemental.
- Els noms fan distinció entre el singular i el plural, especialment mitjançant la reduplicació de la primera síl·laba. També diferencia dos tipus de classes nominals, els quals agrupen noms propis i noms comuns, amb llurs especials morfemes.
- Els nombres es fan servir tant en les formes patrimonials de l'ilokanès com en les del castellà, sent les formes patrimonials les següents: 1- maysa, 2- dua, 3- tallo, 4- uppat, 5- lima, 6- innem, 7- pito, 8- walo, 9- siam, 10- sangapulo.
- Té un complex sistema verbal determinat per les exigències sintàctiques dels complements.
- S'escriu amb l'alfabet llatí amb unes bases ortogràfiques inspirades en el castellà.